# Seseli nemorosum
Seseli nemorosum là một loài thực vật có hoa trong họ Hoa tán. Loài này được Pimenov miêu tả khoa học đầu tiên.